# نان سریع
نان سریع (انگلیسی: Quick bread) هر نانی که خمیر مایه آن یک عامل ورآورنده شیمیایی است نه بیولوژیکی مانند مخمر نان یانان خمیر ترش. مزیت نان‌های سریع، توانایی آن‌ها در تهیه سریع و مطمئن، بدون نیاز به نیروی کار ماهر وقت‌گیر و کنترل آب و هوای مورد نیاز برای نان‌های مخمری سنتی است.
نان‌های سریع شامل بسیاری از کیک‌ها، براونی و کلوچه - و همچنین کیک موزی، نان آبجو، بیسکویت، نان ذرت، مافین، پنکیک، اسکون و نان جوش شیرین است.